# 宮野原村
宮野原村（みやのはらむら）は、かつて新潟県中魚沼郡にあった村。

## 沿革
- 1889年（明治22年）4月1日 - 町村制施行に伴い、旧来の中魚沼郡宮野原村が村制施行して発足。
- 1901年（明治34年）11月1日 - 中魚沼郡上郷村、寺田村と合併し、新たな上郷村が発足。同日宮野原村廃止。